# Wee Willie Keeler
William Henry Keeler (Brooklyn, 3 marzo 1872 – Brooklyn, 1º gennaio 1923) è stato un giocatore di baseball e allenatore di baseball statunitense che ha giocato nel ruolo di esterno nella Major League Baseball (MLB). È stato introdotto nella National Baseball Hall of Fame nel 1939.

## Carriera
Keeler iniziò la carriera come terza base con i New York Giants nel 1892, passando dopo breve tempo nel ruolo di esterno. Dopo avere giocato nel 1893 con i Los Angeles Dodgers, nel 1894 passò ai Baltimore Orioles con cui vinse tre pennant della National League consecutivi. Nel 1898 batté 206 singoli, un primato che resistette per oltre un secolo prima di essere battuto da Ichirō Suzuki. Uno dei migliori battitori della sua epoca, al momento del ritiro le sue 2.932 valide erano il terzo risultato di tutti i tempi dietro a Cap Anson e Jake Beckley. Nel 1897, Keeler iniziò la stagione con una striscia di 44 gare consecutive con almeno una valida, battendo il precedente record di 42, stabilito Bill Dahlen. Keeler aveva battuto una valida nell'ultima gara della stagione 1896, dandogli un primato di 45 gare. Questo fu superato da Joe DiMaggio nel 1941 che giunse a quota 46. Nel 1978, Pete Rose pareggiò le 44 di Keeler. Nessun altro nella storia della MLB lo ha raggiunto. Keeler ebbe un record di otto stagioni consecutive con 200 valide, un'altra impresa battuta solo da Suzuki nel 2009.
Nel 1999, The Sporting News inserì Keeler al 75º posto nella classifica dei migliori cento giocatori di tutti i tempi

## Palmarès
- Miglior battitore della National League: 2

1897, 1898